# Blocco Nazionale della Libertà
Il Blocco Nazionale della Libertà è stata una lista elettorale italiana, d'ispirazione conservatrice e monarchica, costituita in occasione delle elezioni per l'Assemblea Costituente del 1946 da Partito Democratico Italiano (PDI), Concentrazione Nazionale Democratica Liberale (CNDL) e Centro Democratico (CD).
La lista ottenne 637 328 voti (pari al 2,77%) e 16 seggi su 556.
Dopo le elezioni, il Blocco ebbe breve vita: già prima della conclusione dei lavori della Costituente, i suoi membri si divisero infatti tra il Partito Liberale Italiano, il Fronte dell'Uomo Qualunque e il nascente Partito Nazionale Monarchico.

## Risultati elettorali
| Elezione       | Elezione | Voti | %  | Seggi |
| -------------- | -------- | ---- | -- | ----- |
| Politiche 1946 | 637 328  | 2,77 | 16 |       |

### Eletti
Collegio Unico Nazionale:
- Vincenzo Selvaggi, PDI;
- Roberto Bencivenga, CD;
- Alberto Bergamini, CNDL;
- Gustavo Fabbri, CNDL;
- Tullio Benedetti, CNDL.

Circoscrizione di Roma:
- Francesco Marinaro;
- Luigi Filippo Benedettini, Fronte della Libertà.

Circoscrizione di Napoli:
- Giuseppe Buonocore;
- Carlo Colonna Di Paliano.

Circoscrizione di Salerno:
- Alfredo Covelli, CNDL.

Circoscrizione di Lecce:
- Giuseppe Ayroldi, fuoriuscito[2];
- Vincenzo Cicerone;
- Pasquale Lagravinese, fuoriuscito[2].

Circoscrizione di Catanzaro:
- Roberto Lucifero d'Aprigliano, PDI;
- Francesco Caroleo.

Circoscrizione di Catania:
- Orazio Condorelli.